# Army Ballistic Missile Agency
Pour l’article homonyme, voir ABMA.
L’Army Ballistic Missile Agency (ABMA) (en français : « Agence des missiles balistiques de l'armée de terre ») est une agence militaire américaine créée pour développer les premiers missiles balistiques à moyenne portée de l'US Army. Elle a été créée le 1er février 1956 sur la base de Redstone Arsenal près de Huntsville en Alabama. L'agence était dirigée par le major général John B. Medaris et Wernher von Braun, l'ingénieur allemand qui avait développé le missile V2.
L'agence a développé le missile à courte portée Redstone et a commencé les premiers travaux sur le premier lanceur lourd de la NASA, la fusée Saturn I. En 1958 l'établissement est transféré à l'agence spatiale civile américaine (la NASA) qui venait d'être créée, et devint le Marshall Space Flight Center dirigée par von Braun : cet établissement sera chargé, au sein de l'agence, de développer les lanceurs dont Saturn V.

## Histoire

### Opération Paperclip

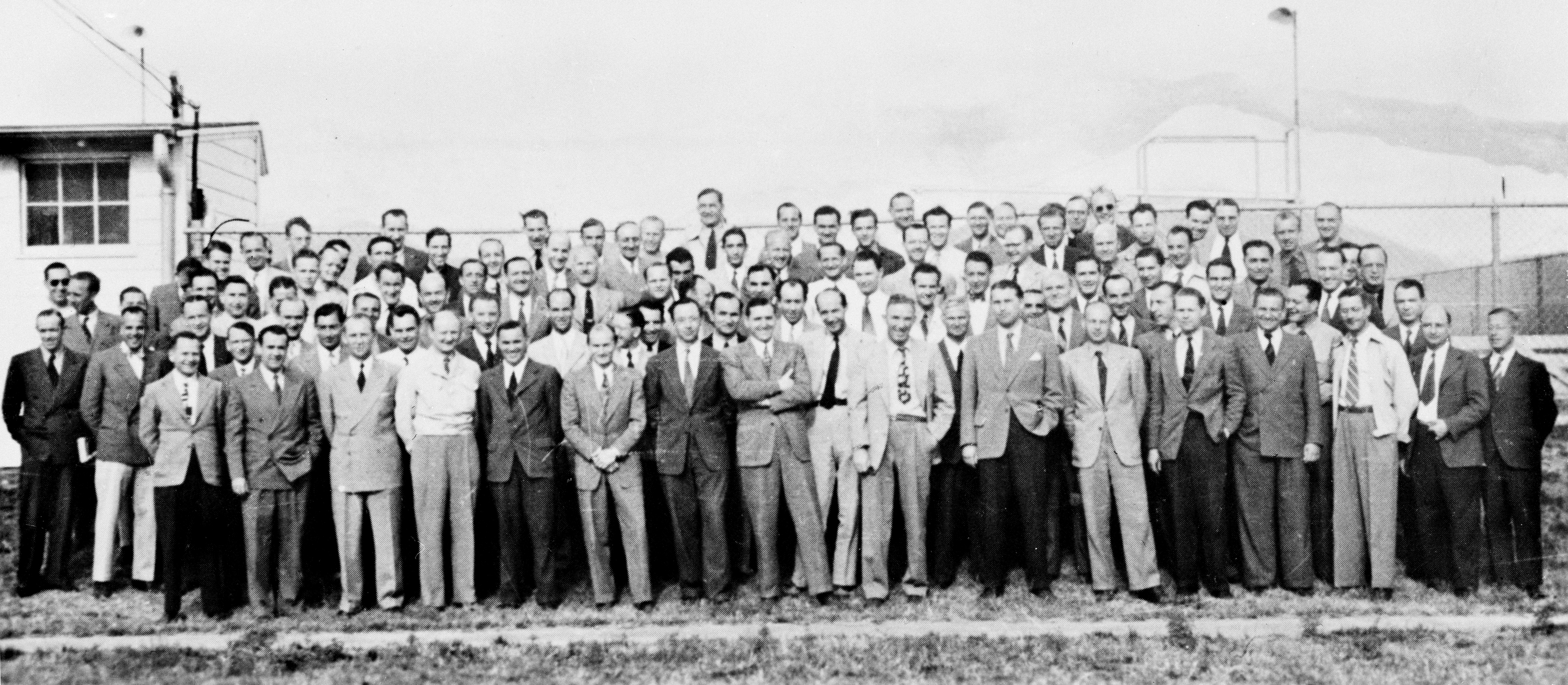
Les ingénieurs de l'Opération Paperclip.

L'origine de l'ABMA remonte à l'Opération Paperclip, qui a eu lieu à la fin de la Seconde Guerre mondiale. Des ingénieurs allemands de la Peenemunde Rocket Center, dirigé par Wernher von Braun, ont développé le célèbre missile V2, utilisé pour attaquer des villes ennemies. À la suite de la défaite de l'Allemagne, les ingénieurs sont exportés aux États-Unis, dans le cadre de cette opération. En décembre 1945, plus de 100 ingénieurs, dont von Braun, furent amenés aux États-Unis avec succès, et ont dû y développer des missiles.